# Olios hirtus
Olios hirtus är en spindelart som först beskrevs av Karsch 1879.  Olios hirtus ingår i släktet Olios och familjen jättekrabbspindlar.
Artens utbredningsområde är Sri Lanka. Inga underarter finns listade i Catalogue of Life.